# Łukasze (Ukraina)
Łukasze (ukr. Лукаші) – wieś na Ukrainie w rejonie złoczowskim obwodu lwowskiego.
Do 2020 w rejonie brodzkim. 